# HH-60 (航空機)
HH-60 ペイブ・ホーク
アメリカ空軍のHH-60G
- 用途：戦闘捜索救難
- 分類：中型ヘリコプター
- 製造者：シコルスキー・エアクラフト
- 運用者
  -  アメリカ合衆国（アメリカ空軍）
  -  韓国（大韓民国空軍）
- 初飛行：1985年7月3日（HH-60A）
- 運用開始：1990年（MH-60G）
- 運用状況：現役
- ユニットコスト：1,580万USドル
- 原型機：UH-60 ブラックホーク

HH-60 ペイブホーク（英語: HH-60 Pave Hawk）は、アメリカ空軍向けに開発された救難ヘリコプター。UH-60 ブラックホークをもとに、戦闘捜索救難（CSAR）任務に対応して設計・装備を改訂したヘリコプターである。

## HH-60D ナイトホーク
1978年、アメリカ空軍は、戦闘捜索救難（CSAR）任務に用いていたHH-3およびHH-53の後継機を調達するためのH-X計画を開始した。この計画では、HH-53Hで実用化されたペイブロウIIIシステムを搭載しつつ、HH-53よりも小さい機体であることが求められていた。搭載母機の候補はUH-60Aしかなかったため、開発の主眼は、この機体に如何にしてペイブロウIIIシステムを搭載するかという技術的問題に集約されており、1982年には、海軍のLAMPSヘリコプター（SH-60B）のシステム開発を担当していたIBM社が、H-X計画のミッション・システム・インテグレータとして選定された。
この機体はHH-60D ナイトホークと称されており、当初予定では1986年より部隊配備を開始して、合計243機を調達する予定であった。機体の小型化に伴ってHH-53Hより航空機関士（FE）が1名削減されたことから、省力化も兼ねてグラスコックピット化が図られた。またLANTIRNシステムの地形追従レーダーを元にしたマルチモード・レーダーや、P-3C哨戒機のAN/AAS-36を元にしたFLIR、SH-60Bの搭載システムを元にした自動操縦システムなど、充実したアビオニクスが搭載される予定であった。しかしこのように装備を充実させた結果として価格は高騰し、1983年には合計調達数を155機に削減するとともに、うち86機を悪天候作戦能力などを削除した簡易型のHH-60Eとすることになった。そして結局、1984年にはHH-60D・Eともにキャンセルされ、HH-60Dは試作機（82-23718）1機が完成したのみであった。
HH-60Dのキャンセルとともに、HH-60Dからマルチモード・レーダーやヘッドマウントディスプレイを削除するなど装備を更に簡素化したHH-60Aを90機調達するように計画が変更された。これを受けて上記のHH-60D試作機はHH-60A仕様に改装されて1985年7月3日に初飛行したが、財政的な問題から、結局はこちらの調達も実現しなかった。

## HH-60G ペイブホーク
空軍はHH-60Dの乗員訓練用としてUH-60Aヘリコプター10機を調達しており、1982年から1983年にかけて配備されていた。HH-60Dの計画中止後、これらの機体は、シコルスキー社において空中給油用のプローブや追加燃料タンク（443リットル）の増設などの改修を受け、非公式に「クレディブルホーク」と称された。
その後、ペンサコーラ海軍航空基地においてミッション・システムの搭載が行われた。これはドップラー・慣性航法装置や電子地図、戦術航法装置、RDR-14軽量気象・グラウンドマッピングレーダー、秘匿短波通信機、衛星通信機、そしてペイブロウIIIと同型の前方監視型赤外線装置などから構成されており、またドアガンとして50口径機銃も追加された。これらの改修機は1990年より配備を開始した。
改修機に加えて、1987年度には9機が追加調達されたのち、1988年度から1992年度にかけて84機が調達されたほか、1997年には更に8機が調達された。当初、これらの機体はMH-60Gと称されていたが、1992年1月1日に、CSAR任務に供される82機がHH-60Gと改称された。一方、特殊作戦任務に供されていた16機は引き続きMH-60Gと称されていたが、2000年初頭には、このうち残っていた9機もHH-60Gと称されるようになった。
これらのうち、1989年度以降に調達された機体は-701Cエンジンを搭載しており、これ以前に調達された機体も、1999年11月より順次にエンジンの換装が行われた。また同じく1999年からは、ミッション・システムを対象とするブロック152 UCN/IEW（Upgraded Communication, Navigation / Integrated Electronic Warfare）改修も着手された。これは通信、航法などのアビオニクスや自衛用の電子戦装備を強化するとともに、MIL-STD-1553データバスによる統合を図っている。また兵器用のマウントシステムも強化されて、GAU-21/A 50口径機銃の運用に対応した。

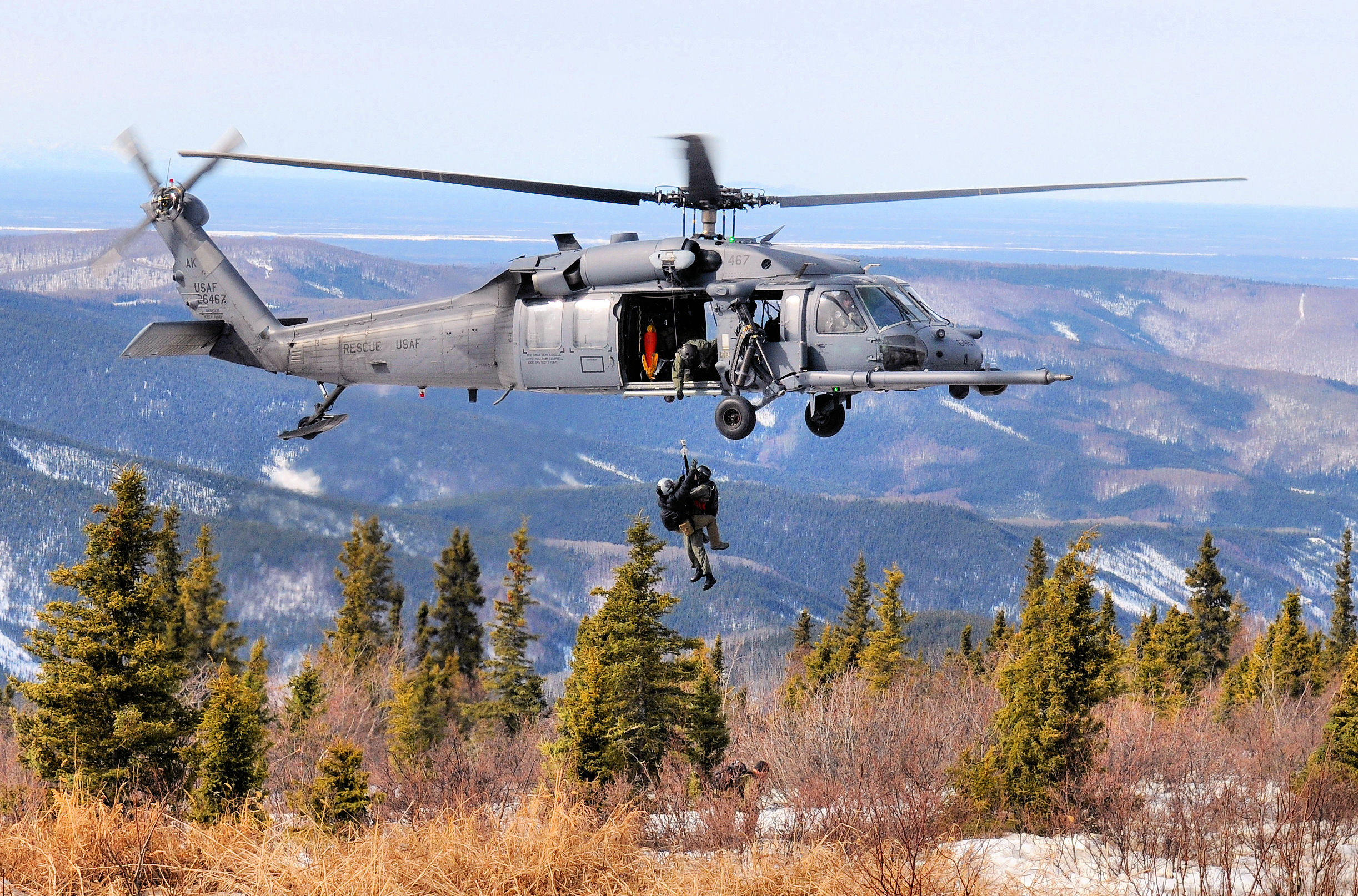
演習中、ホイストクレーンでの救助を行うHH-60G
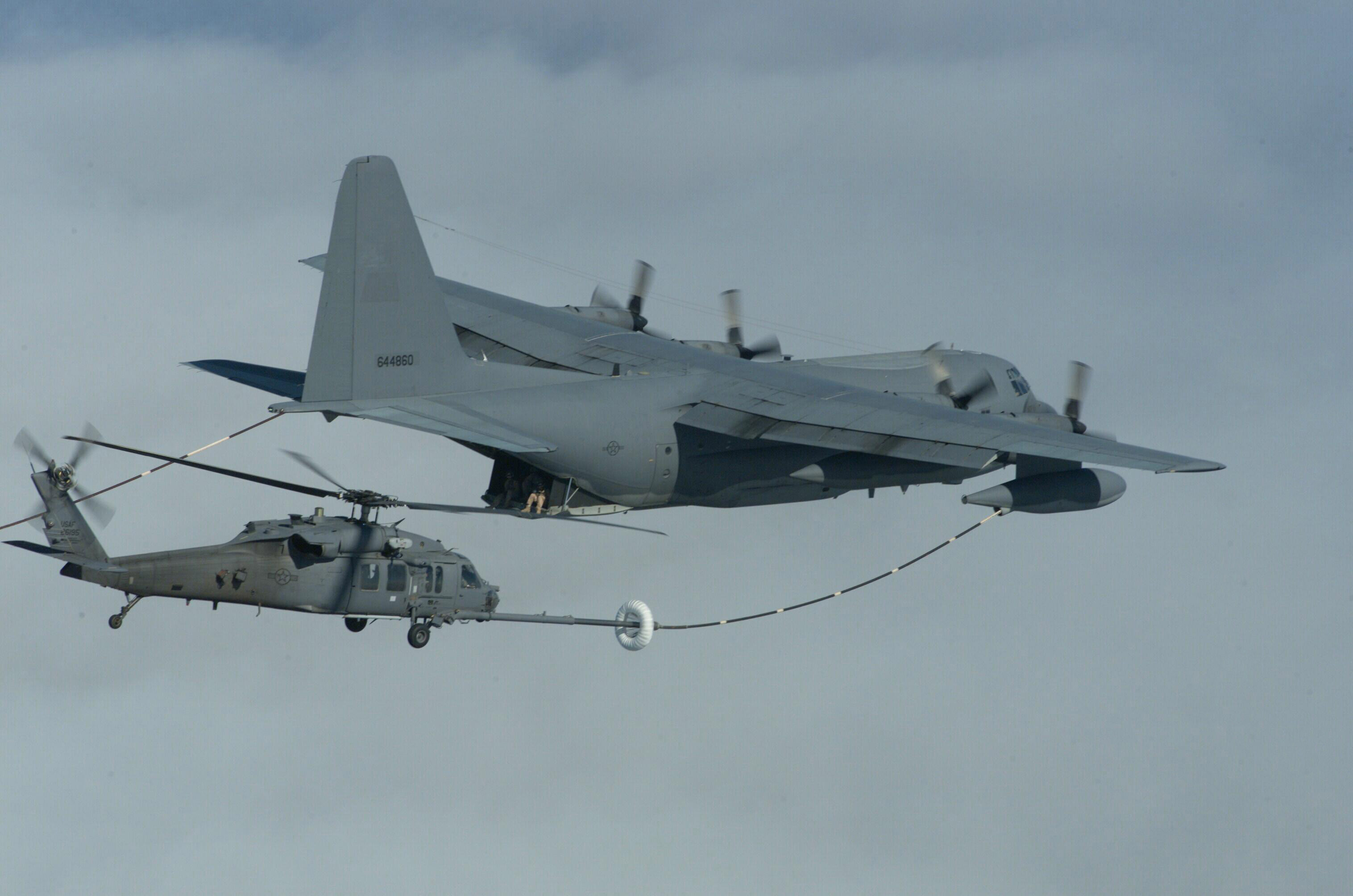
MC-130Pから空中給油を受けるHH-60G
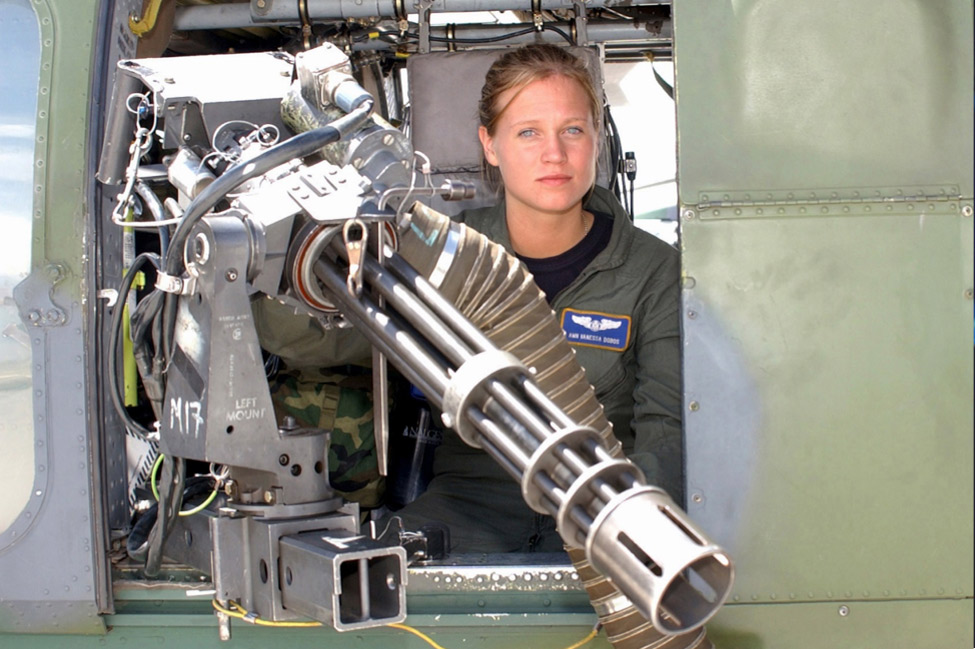
HH-60Gに搭載されたミニガン

### 諸元・性能
出典: Jackson 2004, pp. 766–767
諸元
- 乗員: 操縦士2名＋航空機関士＋射手
- 全長: 19.76 m （64 ft 10 in）
- 全高: 5.13 m （16 ft 10 in）
- ローター直径: 16.36 m （53 ft 8 in）
- 運用時重量: 8,119 kg （17,900 lbs）
- 動力: T700-GE-701C ターボシャフトエンジン、1,402 kW （1,880 shp）   × 2

性能
- 最大速度: 296 km/h （160 kt）

武装
- ドアガンのほか、ESSSにより外部搭載も可能

### 運用史
2013年8月5日、沖縄県のキャンプ・ハンセン敷地内においてHH-60Gが1機墜落、乗員4名中1名が死亡した。この機体は、第5空軍第18航空団の第33救難飛行隊（33RQS）に所属する機だった。

## HH-60W ジョリーグリーンII
HH-60Gの老朽化・陳腐化に伴って、2005年には次期戦闘捜索救難ヘリコプター（CSAR-X）計画についての提案要求が行われた。その後、2006年11月に一度はボーイング社が提案したHH-47が採用されたものの、異議申し立てを受けて再検討され、計画名をCRH（Combat Rescue Helicopter）に変更して、2010年には陸軍向けのUH-60Mをベースとした機体の採用が決定された。これによって開発されたのがHH-60Wで、2014年度予算で試験（EMD）機4機が発注されて、1号機は2019年5月23日に初飛行し、この際にジョリーグリーンIIのポピュラーネームが付与された。
エンジンはUH-60Mと同じくT700-GE-701Dを搭載し、改良型ギアボックスや幅広ローターなどで性能を向上させている。胴体内の燃料タンク容量は660米ガロン (2,500 l)に増量された。またコクピットからキャビンにかけて床面にBPS（Ballistic Protection System）装甲板を敷き詰めたほか、乗員4名および救難員（PJ）などの座席も耐弾仕様となっている。コクピットはデジタル化されており、計器盤は4面のMFD-268多機能ディスプレイから構成されている。またセンサ類も更新されており、これに伴ってHH-60Gでは機首左側にあったレドームが中央に突き出す形状となって、外見上の識別点となった。
EMD機に続いて、2017年度にはシステム試験用の機体が5機、また2019年度からは量産機の発注も開始された。2020年11月からは実施部隊への配備が開始されている。